# Schizoporella mutabilis
Schizoporella mutabilis är en mossdjursart som beskrevs av Calvet 1927. Schizoporella mutabilis ingår i släktet Schizoporella och familjen Schizoporellidae. Inga underarter finns listade i Catalogue of Life.